# Jeannot Volpé
Pour les articles homonymes, voir Volpé.
Jeannot Volpé (28 juin 1950) est un homme politique canadien, anciennement député progressiste-conservateur de Madawaska-les-Lacs à l'Assemblée législative du Nouveau-Brunswick.

## Biographie
Né à Saint-Jacques, aujourd'hui un quartier d'Edmundston, Jeannot Volpé est membre du Parti progressiste-conservateur du Nouveau-Brunswick. Il est élu le 18 septembre 2006, lors de la 56e élection générale, pour représenter la circonscription de Madawaska-les-Lacs à l'Assemblée législative du Nouveau-Brunswick, dans la 56e législature. Il n'est pas candidat lors de la 57e élection générale, en 2010.